# Niedersächsischer Baseball und Softball Verband
Der Niedersächsische Baseball und Softball Verband (NBSV) ist der für Niedersachsen und Bremen zuständige Landesverband des Deutschen Baseball und Softball Verbandes (DBV). In ihm sind 24 Baseball- und Softballvereine organisiert. Er ist registriert am Amtsgericht Braunschweig. Im Jahr 2021 unterhält er sieben Ligen, darunter eine Softball-Liga.

## Spielbetrieb
Der NBSV ist für die Organisation des Spielbetriebs unterhalb der DBV-Ligen zuständig.
Ligastruktur Baseball:
- NBSV Verbandsliga
- NBSV Landesliga (Nord-West/-Ost; Süd 1/2)
- NBSV Junioren
- NBSV Jugend
- NBSV Schüler

Ligastruktur Softball:
- NBSV Verbandsliga

Ehemalige Ligen:
- NBSV Bezirksliga Süd (2018)

## Vereine
Liste der Vereine im NBSV mit Kürzel in Klammern;
- Alfeld Greenhorns (ALF)
- Aurich Shoreliners (AUR)
- Barrien Green Bears (BAG)
- Braunschweig 89ers (BSK)
- Bremen Dockers (BRE)
- Bückeburg Buccaneers (BUE)
- Buxtehude Hedgehogs (BUX)
- Dohren Wild Farmers (DWF)
- Fischbeck Sharks (FIS)
- Goslar Eagles (GOS)
- Göttingen Allstars (GOT)
- Hänigsen Farmers (HAF)
- Hannover Regents (HRG)
- Hevensen Pioneers (HEV)
- Jemgum Dykereeves (JEM)
- Lüneburg Woodlarks (LUN)
- Oldenburg Hornets (OLD)
- Ricklingen Blue Eagles (ARE)
- Sehnde Devils (SEH)
- Spaden Devils (SPA)
- Stade Black Sox (STA)
- Wehden Bandits (BHB)
- Wilhelmshaven Waves (WIL)
- Wolfsburg Blackbirds (WOB)